# An Arizona Romance
An Arizona Romance è un cortometraggio muto del 1911 diretto da Frank Beal.

## Trama
Dave Denton, il giovane proprietario di una fattoria, salva la vita a Sylvia Ford, figlia di un ricco banchiere. I due giovani si innamorano, ma trovano opposizione nel padre di lei. Dave, però non si perde d'animo e finisce con lo sposare la sua ragazza e a indurre Ford a benedire le loro nozze.

## Produzione
Il film fu prodotto dall'American Film Manufacturing Company. Venne girato a Phoenix, in Arizona.

## Distribuzione
Distribuito dalla Motion Picture Distributors and Sales Company, il film uscì nelle sale cinematografiche degli Stati Uniti il 9 gennaio 1911.